# یواس‌اس اوراکل (ای‌ام-۱۰۳)
یواس‌اس اوراکل (ای‌ام-۱۰۳) (به انگلیسی: USS Oracle (AM-103)) یک کشتی بود که طول آن ۲۲۱ فوت ۳ اینچ (۶۷٫۴۴ متر) بود. این کشتی در سال ۱۹۴۲ ساخته شد.